# São João d'Aliança
São João d'Aliança é um município brasileiro do estado de Goiás, Região Centro-Oeste do país. É conhecido como "O portal da Chapada dos Veadeiros". Sua população segundo o Censo 2022 do IBGE era de 14 041 habitantes. Localizado na Chapada dos Veadeiros, a 331 km de Goiânia e 152 km de Brasília, tem uma área de 3 327,3 km².
A principal via de acesso à cidade é pela BR-020 a partir de Brasília sentido Planaltina. No trevo para Formosa, vira-se à esquerda na DF-345 até a fronteira com Goiás, onde a estrada passa a se chamar GO-118 ou BR-010 (Rodovia Belém-Brasília).

## Geografia
De acordo com a divisão do Instituto Brasileiro de Geografia e Estatística vigente desde 2017, o município pertence às Regiões Geográficas Intermediária de Luziânia-Águas Lindas de Goiás e Imediata de Flores de Goiás. Até então, com a vigência das divisões em microrregiões e mesorregiões, o município fazia parte da microrregião da Chapada dos Veadeiros, que por sua vez estava incluída na mesorregião do Norte Goiano.

### Geologia e Hidrologia
O município é cortado pela Serra Geral do Paranã e, assim, tem parte de sua área no Vale do Paranã, de topografia plana, que se diferencia em vários aspectos da Chapada dos Veadeiros.
A Chapada dos Veadeiros em si é dividida em três grupos de rochas: Paranoá, Bambuí e Araí, permitindo altitudes variantes entre 600 m a 1.200 m. São João d’Aliança está situado nas dobraduras do Grupo Paranoá que corta Brasília até Alto Paraíso de Goiás. Há milhões de anos um choque intercontinental provocou um soerguimento de rochas deixando um legado de morros, vales, encostas, rachaduras e trincas, além de mirantes de 440 m com uma vista panorâmica para o Vale do Paranã.
Dois rios abastecem o município: o Rio das Brancas, também chamado Capetinga, faz a divisa oeste do município; e o Tocantinzinho, que é a nascente do Rio Tocantins e forma a Lagoa Serra da Mesa. A divisa leste do município é feita pelo Rio Paranã, recebendo seus afluentes que se juntam mais adiante formando a Bacia do Tocantins. E ao sul está Brasília, no Planalto Central, onde nascem as Águas Emendadas, formadoras de três das cinco importantes bacias hidrográficas brasileiras. Este lugar, que já foi chamado de Olhos d’Água, é repleto de nascentes, águas que saem de São João d’Aliança e se espalham pelo Brasil.

### Clima e Vegetação
São João d’Aliança possui um clima bastante ameno, com temperatura sofrendo pouca variação, entre 15 °C e 28 °C. Intercalam-se períodos bem definidos de chuvas entre outubro e maio e de seca entre junho e setembro. Em decorrência desses períodos bem definidos, a umidade relativa do ar possui diferenças extremas entre 100% e 13%, dependendo do período do ano. A visibilidade é perfeitamente límpida no período chuvoso e pouco embaçada no período seco.
A vegetação é o Cerrado, com formações florestais, savânicas e campestres. Onze fisionomias diferentes formam um mosaico misterioso e envolvente, permitindo a existência de mais de dez mil espécies de plantas que são fonte de remédios fitoterápicos, alimento e madeira. Uma faixa significativa do Cerrado nas escarpas da Serra Geral do Paraná é pré-amazônica, sendo uma importante área de transição. A fauna é outro fator de importância, e ainda é possível avistar diversas espécies silvestres, desde pequenos roedores até a onça pintada. A avifauna é riquíssima, com variantes entre o menor pica-pau do mundo e bandos de emas soltas e em liberdade.

## História
O nome do município traz em si parte da sua história. O primeiro registro oficial de São João d’Aliança é de 1910. Consta que o povoado possuía duas casas e uma capela dedicada a São João Batista. Pertencia ao Município do Forte e se chamava Capetinga, palavra de origem tupi-guarani que segundo moradores significa “água branca” ou “águas claras”. Mais tarde, em louvor ao padroeiro São João Batista, o povoado passou a chamar-se São João da Capetinga.
Entre 11 e 20 de setembro de 1926 a Coluna Prestes atravessou o município, passando por trilhas cavaleiras com uma comitiva de políticos, e por ser este local ponto de apoio da Aliança Liberal, o nome do município foi modificado. Em 22 de abril de 1931, o povoado foi elevado à categoria de vila e denominado São João d’Aliança. O município foi extinto em 1939, quando passou a ser distrito do município de Formosa, e apenas quinze anos depois, em 1º de outubro de 1953, foi novamente elevado à categoria de município.
A cultura do povo de São João d’Aliança está enraizada em três histórias. Do distrito do Forte, vila localizada ao pé da Serra Geral do Paranã, vem a história de uma comunidade negra, provavelmente remanescente de quilombo. Outra história revela a origem europeia pela trajetória que remete à primeira metade do século XIX e tem como protagonista Antônio Rebendoleng Szervinsk, nome abrasileirado de seu nome polonês Antoni Dołęga Czerwiński. Consta-se que "o polonês" estabeleceu-se no nordeste goiano, atual microrregião da Chapada dos Veadeiros, numa sesmaria, doação do Imperador Dom Pedro II pelos seus serviços ao império brasileiro, entre a Serra da Piedade e as confrontações limítrofes do município São Joanense. Segundo Jan Magalinski, seria em território goiano “o primeiro imigrante que se tem notícias mais concretas [...] de nacionalidade polonesa e pertencente ao exército napoleônico” (MAGALINSKI, 1984, p. 129). 
A historiografia brasileira nos esclarece o terceiro eixo que conforma a história do município. No século XIX, com o fim da escravidão, o governo mantinha suas estruturas de poder baseadas no coronelismo dos grandes fazendeiros e nos tecnoburocratas das cidades. As famílias Chrisóstomo, Fernandes, Souza e Carmo detinham o poder na região. Era da Fazenda Olhos d’Água as terras, à beira de nascentes, cedidas para a paróquia e de onde surgiu a vila, por isso chamada Vila Olhos d’Água, que é hoje a cidade de São João d’Aliança. Foram os interesses políticos que fizeram com que, em 1930, a sede do município fosse transferida do Forte, no Vale do Paranã, para a Vila Olhos d’Água, na Chapada dos Veadeiros. A disputa de poder entre os coronéis marcou a história da região e compôs, ao lado da matriz africana e polonesa, os coloridos fios da trama conforme a cultura de São João d’Aliança

## Infraestrutura
Hoje com a política atual mais consciente, embora com dificuldade. A cidade se mantém mais reconhecida pela suas ruas asfaltadas e mais limpas, seu comércio já consegue abastecer boa parte da região, os municipios vizinhos são parceiros vindo comprar suas mercadorias cortando um pouco do longo caminho antes percorrido indo a Brasília.
Contamos com duas emissoras de rádio, vários mercados de porte médio, auto peças, oficinas mecânicas de nivel razoável atendendo até partes eletrônicas, alinhamentos e balanceamentos eletronicos de carros. Um hospital, três postos de saúde, cinco farmácias e um laboratório. Na área hoteleira; dois hoteis com capacidade de aproximadamente 700 UH, restaurantes; cinco restaurantes com capacidade de 1500 pratos diários, bares e similares distribuidos pelos quatro cantos da cidade. Distribuidora de bebidas são seis. Um Centro de Apoio ao Turista, uma associação de guias. Dois postos de combustível inclusive com praça de alimentação e Bandeira (Subway). Sistema de abastecimento de água(Saneago).         
Substação de rebaixamento de energia elétrica. Hoje contamos também com uma operadora de Turismo vários estabelecimentos comerciais novos instalados. Uma Empresa Multinacional de processamento de sementes (Bayer). Prestes a ser montada, a maior Usina do Mundo de geração de energia limpa, placas fotovoltaicas. 

### Cultura
A cultura são-joanense tem característica bem peculiar em decorrência de grandes períodos de isolamento do urbanismo. Seus costumes foram forjando-se ao longo do tempo com costumes bem ruralistas, misturando índios, negros e brancos poloneses. Dessa mistura nasce a religiosidade, as danças folclóricas (curraleira, lundu, catira, sapateados, trovas, versos, poesias, rezas, ladainhas em latim) e as festas religiosas (Caçada da Rainha, Santo Reis, São Sebastião, Nossa Senhora do Rosário, Romaria Nossa Senhora da Abadia do Muquém, Nossa Senhora dos Verdes, Santa Luzia, Divino Espírito Santo, Divino Pai Eterno). O calendário às vezes é ajustado às datas comemorativas nacionais. Das raízes culturais nasceram muitos artistas, poetas, trovadores, repentistas, contadores de causo, pintores, escultores, raizeiros fitoterápicos, parteiras, rezadeiras, benzedeiros e outros.

## Economia
A exploração de manganês nos meados do século passado até os anos noventa carregou da região milhares de toneladas de minério de ferro para abastecer siderúrgicas em Minas Gerais e São Paulo, mantendo a economia do município aquecida.
Com grande espaço de Cerrado aberto, dois possantes pilares se levantam na parte econômica: a pecuária (gado de corte) e a monocultura de grãos como soja e milho, seguida do feijão irrigado. Com o agronegócio, o município de São João d’Aliança passa a se tornar um importante celeiro de alimento e renda. O comércio da cidade também começa a despontar, gerando empregos e mantendo equilíbrio na economia.

### Turismo
Com grande potencial natural do município, a integração com a Chapada dos Veadeiros e a proximidade de Brasília, o turismo, ainda que emergente e tímido, começa dar sinais positivos de que um grande braço se levanta em favor de ganhos econômicos e ambientais.
Podendo ser considerado o “Portal da Chapada” (por ser o primeiro município da Chapada dos Veadeiros a partir de Brasília), São João d’Aliança conta com um Centro de Atendimento ao Turista, uma associação de guias e uma agência de ecoturismo, apesar de melhorias necessárias em termos de pousadas e restaurantes.
Entre seus principais atrativos ecoturísticos, destacam-se:
- Cachoeira das Andorinhas - A Cachoeira das Andorinhas fica na região do Córrego Rodeador, na Serra Geral do Paranã. São 26 km da sede de São João d’Aliança, sendo 10 km de trecho pavimentado e 12 km de trecho não pavimentado além de uma trilha de 4 km, às vezes escorregadia, cuja caminhada leva, em média, uma hora para se realizar, com nível médio de dificuldade. A queda possui grande beleza e, em determinadas épocas do ano, as andorinhas, com seus ninhos por detrás da queda d’água, atravessam a cachoeira e a sobrevoam, justificando seu nome. Há um poço ideal para o banho na parte superior da cachoeira, antes da queda. De lá, a 997 m de altitude em relação ao nível do mar, tem-se uma bela vista.
- Cachoeira São Cristóvão - É também conhecida como Cachoeira do Pastor e está localizada na região do Chico do Morro, na Serra Geral do Paranã. O acesso se dá por via não pavimentada, 14 km distante da sede de São João d’Aliança. Do rancho para as cachoeiras do Córrego Veadeiros há uma pequena trilha interna de 800 m, que é realizada em cerca de 30 minutos, com nível médio de dificuldade. São duas quedas d’água, uma com 33 m e outra com 55 m. É possível tomar banho no poço da primeira queda. Alguns metros adiante, justamente onde começa a segunda queda, tem-se um belo mirante do Vale do Paranã. No rancho são servidas refeições típicas da culinária goiana feitas em fogão à lenha, ideal para arrematar um dia de caminhada.
- Cachoeiras São Pedro - Localizadas na Fazenda Bela Vista, no Vale do São Pedro, na Serra Geral do Paranã, estas cachoeiras fazem parte da microbacia do córrego São Pedro. São 19 km de trecho não-pavimentado até a trilha. Para a Cachoeira São Pedro I, são 1,5 km de trilha, que leva em média 40 min para serem feitos. Já para a cachoeira São Pedro II (de 37 m de altura), a trilha tem 2 km, que levam em média 1h de caminhada para serem completados, e tem um trecho com alto grau de dificuldade.
- Cachoeira do Label Com seus 187 Metros de Altura, o Rio Extrema  com suas águas esverdeadas “despenca” da serra do Paranã na borda leste da Chapada, formando a cachoeira e o complexo de piscinas naturais e atrações da reserva Bellatrix. A queda está entre os maiores atrativos do Brasil, ocupa a posição de maior cahoeira do Goiás e é a mais alta da Chapada dos Veadeiros.  Trilha:  Caminhada de 1800 metros - trilha auto guiada com implementação de sistemas de gestão de segurança .  Nivel de dificuldade : médio/alto Os primeiros 1600 metros contém 05 pontos de visitação com grau de dificuldade moderado. Os ultimos 200 metros de trilha tem nivel de dificuldade alto, caminhada em terreno irregular com obstaculos.   Seu acesso se dá pela estrada da represa do paranã a 26 Km da cidade de São Joao da Aliança.  Histórico  O nome Label vem de uma comunidade quilombola que se localizava na região do topo da cachoeira.  Ainda existem vestígios da ocupação no local. O Nome ficou conhecido como marco de seu povo, que após a expansão agrícola e oportunidades geradas pelos políticos locais foram oferecido lotes para os antigos moradores, que se instalaram na cidade. Aos poucos esta referência se deu por abrigar o “Povo do Label”, remanescentes de escravos refugiados ainda na época da “fomação do Forte”, que  sediou a comarca dos municípios de Formosa, Cavalcante e região. O Forte tornou-se um ponto e marco histórico do Goiás por ter sido durante um período, a sede do município de Formosa e tem este nome por ser protegido pelas paredes intransponíveis da Serra do Paranã.  A visitação da cachoeira se iniciou nos anos 90, onde fez parte do inventário de cachoeiras e atrações da Chapada. Manteve-se com acesso precário e difícil durante um bom tempo.  Em meados de 2017, a equipe Veadeiros Canionismo, composta por Marcello Nissen, Ion David, Guilherme Pedrebon , Gabriel Urzedo e Julio Itacaramby,  realizou a conquista da cachoeira, que supostamente teria 120 metros de altura, onde se surpreenderam ao constatar que a medição foi de 187 metros. A medida foi obtida através de técnicas de confecção de croquis técnicos da atividade que servem como orientação para próximas descidas.  Entrada: R$ 15,00  Possui área de camping com estrutura básica. (R$ 25,00 p pessoa /dia)
- almoço por encomenda R$ 35,00 p/ pessoa.  Facebook e instagram  – Cachoeira do label  Contatos –   Administração - Marcello Nissen-  (62) []   Comunicação: Mariana (62) []  Sede do Atrativo – Nêto  e Irislene– (62) []
- Cachoeira do Cantinho - O Cantinho é a cachoeira com o maior volume de água, e um dos poços mais fundos do município, localizada a uma distância de 45 km da cidade, sendo 2 km de asfalto e 43 km de terra. É feita uma caminhada de 1 hora em trilha com médio grau de dificuldade. A cachoeira do Cantinho, com seus 30 m de altura, despenca entre as rochas e forma um acortinado de beleza ímpar escolhendo o rio Cachoeirinha como seu leito eterno.
- Balanço do Mário - Bem pertinho de São João d’Aliança, a apenas 10 km de asfalto, 1,2 km de terra e 100 m de trilha, o Balanço do Mário tem banheiro, comida e rancho de apoio. O balanço e o trampolim ficam sobre o Rio das Brancas, onde com medo, coragem e determinação, o visitante se lança num frenesi, passando momentos inesquecíveis.
- Bocaina do Farias - Também conhecida como Buraco do Farias (ou Cânion do Farias pelos praticantes do canionismo), a região leva o nome de dois rios que ali nascem: Faria e Farinha. É uma área peculiar da Serra Geral do Paranã, abrigando cachoeiras, canyons, rios e piscinas naturais. Está localizada a uma distância de 65 km da sede do município de São João d’Aliança, sendo 35 km pavimentados e 30 km em estradas de terra. Depois do trajeto de carro, caminha-se em uma trilha de aproximadamente 6 km, com médio grau de dificuldade e alguns trechos bastante íngremes.
- Fazenda Boa Esperança - Localiza-se na Serra Geral do Paranã, ao norte do córrego Extrema, distante 25 km da sede do município de São João d’Aliança. Para chegar até a fazenda é necessário cavalgar por aproximadamente 6 horas, em um caminho muito acidentado que corta a Serra Geral. O esforço é recompensado quando se chega à fazenda onde estão localizadas três cachoeiras espetaculares. A primeira leva o nome da fazenda e se encontra a aproximadamente 20 minutos de caminhada da sede da propriedade. Tem 10 m de queda d’água e é extremamente bela e intocada. A segunda queda d’água se chama Cachoeira do Quintal, tem por volta de 8 m de altura e é um ótimo local para se refrescar sem ter que se deslocar muito. A terceira cachoeira, intitulada Véu de Noiva, é a maior delas, com 72 m de altura e duas quedas d’água, uma ao lado da outra.